# El visitant nocturn
El visitant nocturn (títol original en anglès: The Night Visitor i en suec Papegojan) és una pel·lícula de thriller psicològic sueca de 1971 en anglès, protagonitzada per Max von Sydow, Liv Ullmann i Trevor Howard, i dirigida per László Benedek. Està doblada al català.

## Argument
En un manicomi escandinau, Salem, un assassí, s'escapa de nit per venjar-se d'aquells que considera responsables de la seva situació.

## Repartiment
- Max Von Sydow: Salem
- Trevor Howard: Inspector
- Liv Ullmann: Ester Jenks
- Per Oscarsson: Anton Jenks
- Rupert Davies: Mr. Clemens
- Andrew Keir: Dr. Kemp
- Arthur Hewlett: Pop
- Gretchen Franklin: Mrs. Hansen

## Producció
Christopher Lee va ser la primera opció per interpretar a Salem, però no estava disponible.
La pel·lícula destaca per la seva partitura inusual del reconegut compositor de cinema i televisió de Hollywood Henry Mancini. La música estava arranjada per a sintetitzador, 12 instruments de vent-fusta, orgue, dos pianos i dos clavicèmbals i Mancini va aconseguir un efecte inquietant fent que un dels clavicèmbals afinés un quart de to bemoll.